# Indische Cricket-Nationalmannschaft in Australien in der Saison 2024/25
Die Tour der indischen Cricket-Nationalmannschaft nach Australien in der Saison 2024/25 fand vom 22. November bis 5. Januar 2024 statt. Die internationale Cricket-Tour war Bestandteil der Internationalen Cricket-Saison 2024/25 und umfasste fünf Tests. Die Tests waren Bestandteil der ICC World Test Championship 2023–2025. Australien gewann die Serie mit 3–1.

## Vorgeschichte
Australien bestritt zuvor eine Tour gegen Pakistan und Indien eine Tour in Südafrika. Das letzte Aufeinandertreffen der beiden Mannschaften bei einer Tour fand in der Saison 2023/24 in Indien statt.

## Stadien
Die folgenden Stadien wurde für die Tour als Austragungsort vorgesehen und am 26. März 2024 bekanntgegeben.
| Stadion                  | Stadt     | Kapazität | Spiele  |
| ------------------------ | --------- | --------- | ------- |
| Adelaide Oval            | Adelaide  | 53.583    | 2. Test |
| The Gabba                | Brisbane  | 42.000    | 3. Test |
| Melbourne Cricket Ground | Melbourne | 100.024   | 4. Test |
| Perth Stadium            | Perth     | 60.000    | 1. Test |
| Sydney Cricket Ground    | Sydney    | 48.000    | 5. Test |

## Kaderlisten
Indien benannte seinen Kader am 25. Oktober 2024.
Australien benannte seinen Kader am 9. November 2024.
| Test | Test |
| Australien | Indien |
| --- | --- |
| - Pat Cummins (K) - Sean Abbott - Scott Boland - Alex Carey (wk) - Brendan Doggett - Josh Hazlewood - Travis Head - Josh Inglis (wk) - Usman Khawaja - Marnus Labuschagne - Nathan Lyon - Mitchell Marsh - Nathan McSweeney - Steve Smith - Mitchell Starc - Beau Webster | - Rohit Sharma (K) - Jasprit Bumrah (VK) - Ravichandran Ashwin - Akash Deep - Abhimanyu Easwaran - Shubman Gill - Ravindra Jadeja - Yashasvi Jaiswal - Dhruv Jurel (wk) - Sarfaraz Khan - Virat Kohli - Prasidh Krishna - Devdutt Padikkal - Rishabh Pant (wk) - KL Rahul - Harshit Rana - Nitish Kumar Reddy - Mohammed Siraj - Washington Sundar |

## Tour Matches
| 15. – 17. November Scorecard | Perth (WACA) | Indien         | – | India A |
|                              |              | Spiel abgesagt |   |         |

| 30. November – 1. Dezember Scorecard | Canberra | Prime Minister's XI 240 (43.2) | – | Indien 257-5 (46) |
|                                      |          | Indien gewinnt mit 6 Wickets   |   |                   |

## Tests

### Erster Test in Perth
| 22. – 25. November Scorecard | Perth (PS) | Indien 150 (49.4) & 487-6d (134.3) | – | Australien 104 (51.2) & 238 (58.4) |
|                              |            | Indien gewinnt mit 295 Runs        |   |                                    |

Indien gewann den Münzwurf und entschied sich als Schlagmannschaft zu beginnen. Für sie formte Eröffnungs-Batter KL Rahul zusammen mit dem fünften Schlagmann Rishabh Pant eine Partnerschaft. Rahul schied nach 36 Runs aus und dem hineinkommenden Dhruv Jurel gelangen 11 Runs. Als Nitish Kumar Reddy aufs Feld kam, verlor Pant sein Wicket nach 37 Runs. Reddy schied dann als letzter Batter des Innings nach 41 Runs aus, womit dieses nach 150 Runs endete. Bester australischer Bowler war Josh Hazlewood mit 4 Wickets für 29 Runs. Für Australien erzielte Eröffnungs-Batter Nathan McSweeney 10 Runs und der ihm folgende Travis Head 11 weitere. Daraufhin formten Alex Carey und Mitchell Starc eine Partnerschaft und der Tag endete beim Stand von 67/7. Am zweiten Tag schied Carey nach 21 Runs aus und als Starc nach 26 Runs das letzte Wicket des Innings verlor, lag Australien 46 Runs zurück. Beste indische Bowler waren Jasprit Bumrah und Harshit Rana mit 3 Wickets für 48 Runs. Im zweiten Innings formten für Indien die Eröffnungs-Batter Yashasvi Jaiswal und KL Rahul eine Partnerschaft. Sie beendeten den Tag ungeschlagen beim Stand von 172/0. Am dritten Tag schied Rahul nach einem Fifty über 77 Runs aus, und der hineinkommende Devdutt Padikkal konnte 25 Runs beisteuern. Daraufhin kam Virat Kohli aufs Feld und Jaiswal schied nach einem Century über 161 Runs aus 297 Bällen aus. An der Seite von Kohli kam Washington Sundar ins Spiel, der 29 Runs erzielte und durch Nitish Kumar Reddy ersetzt wurde. Als Kohli und Reddy die Vorgabe auf 534 Runs erhöht hatten deklarierte Indien das Innings. Kohli hatte bis dahin ein Century über 100* Runs aus 143 Bällen erzielt und Reddy 38* Runs. Bester australischer Bowler war Nathan Lyon mit 2 Wickets für 96 Runs. Australien verlor bis zum Ende des Tages drei Wickets und beendete diesen beim Stand von 12/3. Am vierten Tag formte Steve Smith zusammen mit Travis Head eine Partnerschaft. Smith erreichte 17 Runs und wurde gefolgt durch Mitchell Marsh. Head gelang ein Fifty über 89 Runs und wurde durch Alex Carey ersetzt. Nachdem Marsh nach 47 Runs ausgeschieden war, konnte Mitchell Starc 12 Runs erzielen. Carey verlor dann das letzte Wicket des Spiels nach 36 Runs, womit Indien das Spiel für sich entscheiden konnte. Beste indische Bowler waren Jasprit Bumrah mit 3 Wickets für 42 Runs und Mohammed Siraj mit 3 Wickets für 51 Runs. Als Spieler des Spiels wurde Jasprit Bumrah ausgezeichnet.

### Zweiter Test in Adelaide
| 6. – 8. Dezember Scorecard | Adelaide | Indien 180 (44.1) & 175 (36.5)    | – | Australien 337 (87.3) & 19-0 (3.2) |
|                            |          | Australien gewinnt mit 10 Wickets |   |                                    |

Indien gewann den Münzwurf und entschied ich als Schlagmannschaft zu beginnen. Für sie formte Eröffnungs-Batter KL Rahul zusammen mit dem dritten Schlagmann Shubman Gill eine Partnerschaft. Rahul konnte 37 Runs erzielen und Gill 31. Daraufhin bildete Rishabh Pant zusammen mit Nitish Kumar Reddy eine weitere Partnerschaft. Pant gelangen 21 Runs und dem hineinkommenden Ravichandran Ashwin 22 Runs. Reddy verlor das letzte Wicket des Innings nach 42 Runs, womit er das Ergebnis auf 180 Runs erhöhte. Bester australischer Bowler war Mitchell Starc mit 6 Wickets für 48 Runs. Für Australien begannen Usman Khawaja und Nathan McSweeney. Khawaja schied nach 13 Runs aus und als ihm Marnus Labuschagne folgte endete der Tag beim Stand von 86/1. Am zweiten Tag verlor McSweeney sein Wicket nach 39 Runs und wurde gefolgt durch Travis Head. Labuschagne erreichte ein Fifty über 64 Runs und der hineinkommende Alex Carey erzielte 15 Runs. Ihm folgte Pat Cummins, bevor Head nach einem Century über 140 Runs aus 141 Bällen ausschied. Darauf folgte ihm Mitchell Starc und nachdem Cummins nach 12 Runs ausgeschieden war, verlor auch Starc sein Wicket nach 18 Runs. Kurz darauf endete das Innings mit einem Vorsprung von 157 Runs. Beste indische Bowler waren Jasprit Bumrah mit 4 Wickets für 61 Runs und Mohammed Siraj mit 4 Wickets für 98 Runs. Für Indien formte Eröffnungs-Batter Yashasvi Jaiswal zusammen mit dem dritten Schlagmann Shubman Gill eine Partnerschaft. Jaiswal gelangen 24 Runs, woraufhin Virat Kohli 11 Runs erreichen konnte. Gefolgt durch Rishabh Pant, schied Gill nach 28 Runs aus. Daraufhin kam Nitish Kumar Reddy aufs Feld und der Tag endete beim Stand von 128/5. Am dritten Tag verlor Pant sein Wicket nach 28 Runs. Reddy schied nach 42 Runs aus, woraufhin kurz darauf das Innings mit einer Vorgabe über 19 Runs für Australien endete. Beste australische Bowler waren Pat Cummins mit 5 Wickets für 57 Runs und Scott Boland mit 3 Wickets für 51 Runs. Für Australien konnten dann die Eröffnungs-Batter Nathan McSweeney (10* Runs) und Usman Khawaja (9* Runs) die Vorgabe im vierten Over einholen. Als Spieler des Spiels wurde Travis Head ausgezeichnet.

### Dritter Test in Brisbane
| 14. – 18. Dezember Scorecard | Brisbane | Australien 445 (117.1) & 89-7d (18) | – | Indien 260 (78.5) & 8-0 (2.1) |
|                              |          | Remis                               |   |                               |

Indien gewann den Münzwurf und entschied ich als Feldmannschaft zu beginnen. Als Spieler des Spiels wurde Travis Head ausgezeichnet.

### Vierter Test in Melbourne
| 26. – 30. Dezember Scorecard | Melbourne | Australien 474 (122.4) & 234 (83.4) | – | Indien 369 (119.3) & 155 (79.1) |
|                              |           | Australien gewinnt mit 184 Runs     |   |                                 |

Australien gewann den Münzwurf und entschied sich als Schlagmannschaft zu beginnen. Für sie formten die Eröffnungs-Batter Sam Konstas und Usman Khawaja eine Partnerschaft. Konstas erreichte ein Fifty über 60 Runs und wurde gefolgt durch Marnus Labuschagne. Khawaja gelangen 57 Runs, woraufhin Steve Smith ins Spiel kam. Labuschagne erzielte ein Fifty über 72 Rund und nachdem Alex Carey 31 Runs erreicht hatte, kam Pat Cummins aufs Feld und er Tag endete beim Stand von 311/6. Am zweiten Tag verlor Cummins sein Wicket nach 49 Runs und der ihm folgende Mitchell Starc nach 15 Runs. Kurz darauf schied auch Smith nach einem Century über 140 Runs aus 197 Bällen aus. Nathan Lyon konnte noch 13 weitere Runs erreichen, bevor er das letzte Wicket des Innings verlor. Beste indische Bowler waren Jasprit Bumrah mit 4 Wickets für 99 Runs und Ravindra Jadeja mit 3 Wickets für 78 Runs. Für Indien bildete Eröffnungs-Batter Yashasvi Jaiswal mit dem dritten Schlagmann KL Rahul eine Partnerschaft. Rahul erreichte 24 Runs und wurde durch Virat Kohli ersetzt. Jaiswal konnte ein Fifty über 82 Runs erzielen und kurz darauf schied auch Kohli nach 36 Runs aus. Als dann Rishabh Pant und Ravindra Jadeja eine Partnerschaft formten, endete der Tag beim Stand von 164/5. Am dritten Tag verlor Pant sein Wicket nach 28 Runs und wurde durch Nitish Kumar Reddy ersetzt. Jadeja schied nach 17 Runs aus und der ihm folgende Washington Sundar konnte ein Fifty über 50 Runs erzielen. Reddy beendete den Tag der vorzeitig wegen schlechtem Licht und Regen abgebrochen werden musste beim Stand von 358/9. Am vierten Tag verlor Reddy das letzte Wicket des Innings nach einem Century über 114 Runs aus 189 bällen und verkürzte so den Rückstand auf 105 Runs. Beste australische Bowler mit jeweils drei Wickets waren Scott Boland mit 57 Runs, Pat Cummins mit 89 Runs und Nathan Lyon mit 96 Runs. Für Australien formte Eröffnungs-Batter Usman Khawaja zusammen mit dem dritten Schlagmann Marnus Labuschagne eine Partnerschaft. Khawaja erreichte 21 Runs und der hineinkommende Steve Smith 13 Runs. Als Pat Cummins aufs Feld kam, schied Labuschagne nach einem Fifty über 70 Runs aus. Der hineinkommende Nathan Lyon erreichte 41 Runs und wurde gefolgt von Scott Boland, der zusammen mit Cummins den Tag beim Stand von 228/9 beendete. Am fünften Tag verlor Cummins das letzte Wicket des Innings nach 41 Runs, als Boland bei 15* Runs stand und setzte damit die Vorgabe auf 340 Runs. Beste indische Bowler waren Jasprit Bumrah mit 5 Wickets für 57 Runs und Mohammed Siraj mit 3 Wickets für 70 Runs. Für Indien etablierte sich Eröffnungs-Batter Yashasvi Jaiswal und an seiner Seite erreichte Rishabh Pant 30 Runs. Jaiswal verlor sein Wicket nach einem Fifty über 84 Runs und da kein anderer Batter sich etablieren konnte, verlor Indien das Spiel. Beste australische Bowler waren Pat Cummins mit 3 Wickets für 28 Runs und Scott Boland mit 3 Wickets für 39 Runs. Als Spieler des Spiels wurde Pat Cummins ausgezeichnet.

### Fünfter Test in Sydney
| 3. – 5. Januar Scorecard | Sydney | Indien 185 (72.2) & 157 (39.5)   | – | Australien 181 (51) & 162-4 (27) |
|                          |        | Australien gewinnt mit 6 Wickets |   |                                  |

Indien gewann den Münzwurf und entschied sich als Schlagmannschaft zu beginnen. Für sie erzielte Eröffnungs-Batter Yashasvi Jaiswal 10 Runs, bevor Shubman Gill und Virat Kohli eine Partnerschaft formten. Gill erreichte 20 Runs und wurde durch Rishabh Pant ersetzt. Kohli gelangen 17 Runs und wurde gefolgt durch Ravindra Jadeja. Pant schied nach 40 Runs aus und nachdem Washington Sundar ins Spiel kam, verlor auch Jadeja sein Wicket nach 26 Runs. Sundar erreichte 14 Runs und das letzte Wicket des Innings verlor Jasprit Bumrah nach 22 Runs, womit er das Resultat auf 185 Runs erhöhte. Beste australische Bowler waren Scott Boland mit 4 Wickets für 31 Runs. und Mitchell Starc mit 3 Wickets für 49 Runs. Für Australien etablierte sich Eröffnungs-Batter Sam Konstas und der Tag endete beim Stand von 9/1. Am zweiten Tag kam Steve Smith aufs Feld und Konstas schied nach 23 Runs aus Er wurde durch Beau Webster ersetzt und Smith gelangen 33 Runs. An der Seite von Wbetser erzielte Alex Carey 11 und Pat Cummins 10 Runs, bevor auch er nach einem Fifty über 57 Runs sein Wicket verlor. So endete das Innings mit einem Rückstand von 4 Runs für Australien. Beste indische Bowler waren Prasidh Krishna mit 3 Wickets für 42 Runs und Mohammed Siraj mit 3 Wickets für 51 Runs. Für Indien begannen in ihrem zweiten innings Yashasvi Jaiswal und KL Rahul. Rahul schied nach 13 Runs aus und Jaiswal nach 22 weiteren. Daraufhin formten Shubman Gill und Rishabh Pant eine weitere Partnerschaft. Gill erreichte 13 Runs und wurde durch Ravindra Jadeja gefolgt. Pant verlor sein Wicket nach einem Fifty über 61 Runs, woraufhin Jadeja mit Washington Sundar eine weitere Partnerschaft formte, die den Tag beim Stand von 141/6 beendete. Am dritten Tag schied Jadeja nach 13 Runs und Sundar nach 12 Runs aus. Das Innings endete mit einer Vorgabe von 162 Runs für Australien. Beste australische Bowler waren Scott Boland mit 6 Wickets für 45 Runs und Pat Cummins mit 3 Wickets für 44 Runs. Für Australien formten die Eröffnungs-Batter Sam Konstas und Usman Khawaja eine Partnerschaft. Konstas erreichte 22 Runs, woraufhin Travis Head ins Spiel kam. Khawaja schied nach 41 Runs aus und Head konnte dann zusammen mit Beau Webster die Vorgabe einholen. Webster erreichte dabei 39* Runs uns Head 34*. Bester indischer Bowler war Prasidh Krishna mit 3 Wickets für 65 Runs. Als Spieler des Spiels wurde Scott Boland ausgezeichnet.

## Auszeichnungen

### Player of the Series
Als Player of the Series wurden der folgende Spieler ausgezeichnet.
| Serie | Player of the Series |
| ----- | -------------------- |
| Test  | Jasprit Bumrah       |

### Player of the Match
Als Player of the Match wurden die folgenden Spieler ausgezeichnet.
| Spiel   | Player of the Match |
| ------- | ------------------- |
| 1. Test | Jasprit Bumrah      |
| 2. Test | Travis Head         |
| 3. Test | Travis Head         |
| 4. Test | Pat Cummins         |
| 5. Test | Scott Boland        |